# Disa Västberg
Rebecka Desideria (Disa) Västberg (i riksdagen kallad Västberg i Stockholm), född Ögren 17 maj 1891 i Njurunda församling, Västernorrlands län, död 25 augusti 1966 i Högalids församling, Stockholm, var en svensk riksdagsledamot och förbundsordförande för socialdemokratiska kvinnoförbundet 1936–1952.
Hon var gift med Mauritz "Moje" Västberg. 

## Biografi
Disa Västberg, som var dotter till en sågverksarbetare, växte upp i Klampenborgs sågverkssamhälle. Redan som 12-åring gick hon med i nykterhetslogen. Hon arbetade på café och fick som ogift en dotter. 1911 gifte hon sig med Moje Västberg, som var redaktör på tidningen Nya Samhället. Paret Västberg bodde på Köpmansgatan 5 i Sundsvall tills de 1933 flyttade till Stockholm.

### Politiskt engagemang och publicistisk verksamhet
Västberg engagerade sig i arbetarrörelsen och det socialdemokratiska kvinnoförbundet. Hon gick med i Medelpads socialdemokratiska kvinnoförbund och var dess ordförande mellan 1917 och 1928. År 1919 blev hon invald i Sundsvalls stadsfullmäktige för socialdemokraterna. Efter flytt till Stockholm blev hon ordförande för S-kvinnorna.
Västberg var en flitig föredragshållare och skribent. Hon skrev bland annat i tidskriften Morgonbris, för vilken hon 1936–1952 även var redaktör. Dessutom utgav hon flera romaner, exempelvis Och Lena tog ordet (Tiden 1934) och Och Lena går vidare (Sveriges socialdemokratiska kvinnoförbund 1936).
Västberg var ledamot av riksdagens andra kammare 1941–1956. I riksdagen motionerade hon om socialpolitiska frågor, bland annat yrkesarbetande gifta kvinnors arbetsbörda, förlossningsvård och periodiska hälsoundersökningar av befolkningen.
Paret är gravsatt på Skogskyrkogården i Stockholm.